# Număr de înmatriculare auto

Ca exemplu, numărul de înmatriculare în Marea Britanie.

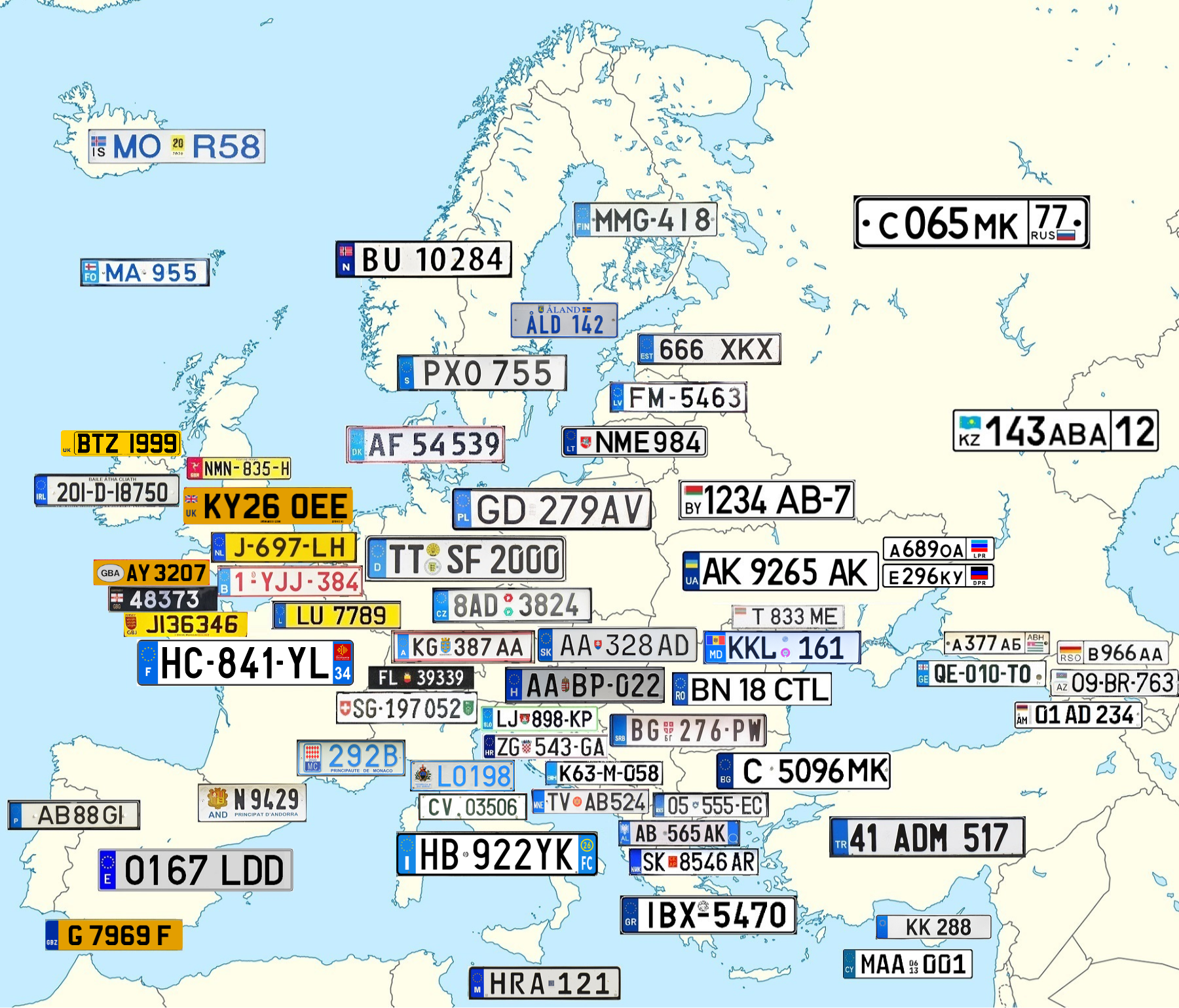
Europa

Numărul de înmatriculare auto este o plăcuță realizată din metal sau plastic care se atașează unui autovehicul pentru ca acesta să poată fi identificat cu ușurință. Plăcuțele conțin un cod (poate fi format atât din litere cât și din cifre) care este unic pentru fiecare vehicul.